# Alphonse de Launay (photographe)
Cet article concerne le photographe. Pour l'homme de lettres, voir Alphonse de Launay.
Alphonse de Launay ou Delaunay, né le 15 octobre 1827 à Rouen et mort le 16 février 1906 à Paris, est un photographe français.

## Biographie
Alphonse de Launay est le fils d'un courtier maritime, Pierre Alphonse de Launay (1795-1842) ; il perd sa mère, Zélie Esther Pothée, en 1830, et est élevé par la sœur de sa mère. Il fait des études de droit. En 1854-1855, il réside en Belgique, où il travaille pour la société minière de la Vieille-Montagne, à Chênée. Mais la fortune importante qu'il a héritée de son père lui permet bientôt de se consacrer entièrement à sa passion des voyages et de la photographie.
Il est élève de Gustave Le Gray.
Il voyage beaucoup en France (Champagne, Bourgogne, Auvergne, Bretagne) et à l'étranger (Algérie, Italie, Tyrol). Il a notamment ramené d'Espagne en 1851 des photographies — selon le procédé de Gustave Le Gray — qui lui valent une certaine célébrité.
Il entre en 1858 à la Société française de photographie. Il fait aussi partie de la Société d'histoire de France.
Il épouse Marie Constance Chastellain (1836-1919) le 12 mai 1859 à Rouen. Ils sont les parents du géologue Louis de Launay et les beaux-parents du spéléologue Édouard-Alfred Martel, qui a épousé en 1890 leur fille Aline.
Marie Chastellain lui apporte la propriété d'Honguemare, près de Bourg-Achard, dans le Roumois. Il y installe une sorte de studio photographique d'extérieur. Le château d'Honguemare est le cadre de nombreuses photographies (paysages, vie de famille, etc.). Une autre demeure qu'il fréquente et qui l'inspire est Artonne, à Narcy (Nièvre), qui appartient à Adolphe Asseline (1806-1891), homme de confiance de la famille d'Orléans, oncle de sa femme.
Alphonse de Launay est l'ami du dessinateur Étienne Carjat, qui fonde en 1861 l'hebdomadaire Le Boulevard. Launay en assure l'administration.
Il est inhumé à Paris au cimetière du Père-Lachaise.